# William Ouseley
Pour les articles homonymes, voir Ouseley.
Sir William Ouseley, né en 1767 dans le Monmouthshire (pays de Galles) et mort en septembre 1842 à Boulogne-sur-Mer, est un voyageur orientaliste britannique.

## Biographie
Fils ainé d’une vielle famille irlandaise, il émigre à Paris en 1787, où il apprend le français et où naît son intérêt pour la Perse. Après une brève période militaire qui le fait servir et combattre aux Indes, il étudie le persan à Leyde, et passe son doctorat en 1797 à Dublin. Il voyage en Perse de 1810 à 1813, comme secrétaire de son frère Gore Ouseley, nommé ambassadeur du Royaume-Uni auprès de la cour qadjare. Après son retour au pays, il publie son carnet de voyage au Moyen-Orient en plusieurs volumes. Son œuvre comporte en outre la publication de nombreux ouvrages et catalogues originaux, auxquels il faut ajouter la traduction de plusieurs ouvrages littéraires arabes ou persans. William Ouseley est anobli en 1800 pour la qualité de ses travaux et recherches.

## Ouvrages originaux
- (en) Persian Miscellanies: An Essay to Facilitate the Reading of Persian Manuscripts, with Engraved Specimens, Philological Observations, and Notes Critical and Historical.  Londres, 1795
- (en) The Oriental Collections: Consisting of Original Essays and Dissertations, Translations and Miscellaneous Papers, Illustrating the History and Antiquities, the Arts, Sciences, and Literatures of Asia. Londres, 1797-1800
- (en) Observations on Some Medals and Gems, Bearing Inscriptions in the Pahlavi or Ancient Persick Character. Londres, 1801
- (en) Travels in Various Countries of the East: More Particularly Persia. Londres, 1819-2
- (en) Catalogue of Several Hundred Manuscript Works in Various Oriental Languages. Londres,  1831